# همه پسران من (نمایش‌نامه)
همه پسران من نمایشنامه‌ای‌ سه‌پرده‌ای است که در سال ۱۹۴۶ توسط آرتور میلر نوشته شده‌است. این متن در ۲۹ ژانویه ۱۹۴۷ در برادوی در تئاتر یوجین اونیل شهر نیویورک به‌روی صحنه رفت و پس از ۳۲۸ اجرا، در ۸ نوامبر ۱۹۴۷ از صحنه پایین آمد. این نمایش توسط الیا کازان (که آرتور میلر به او تقدیم کرده است) کارگردانی و توسط کازان و هارولد کلورمن تهیه و برندهٔ جایزهٔ حلقهٔ منتقدان درام نیویورک شد. این نمایش با بازی اد بگلی، بت مریل، آرتور کندی و کارل مالدن، همچنین برندهٔ جایزهٔ تونی برای بهترین نویسنده و جایزهٔ تونی برای بهترین کارگردانی نمایشنامه شد. این نمایش‌نامه در ۱۹۴۸ و ۱۹۸۷، برای فیلم‌نامه اقتباس شده است.